# Toppmötet i Slovakien

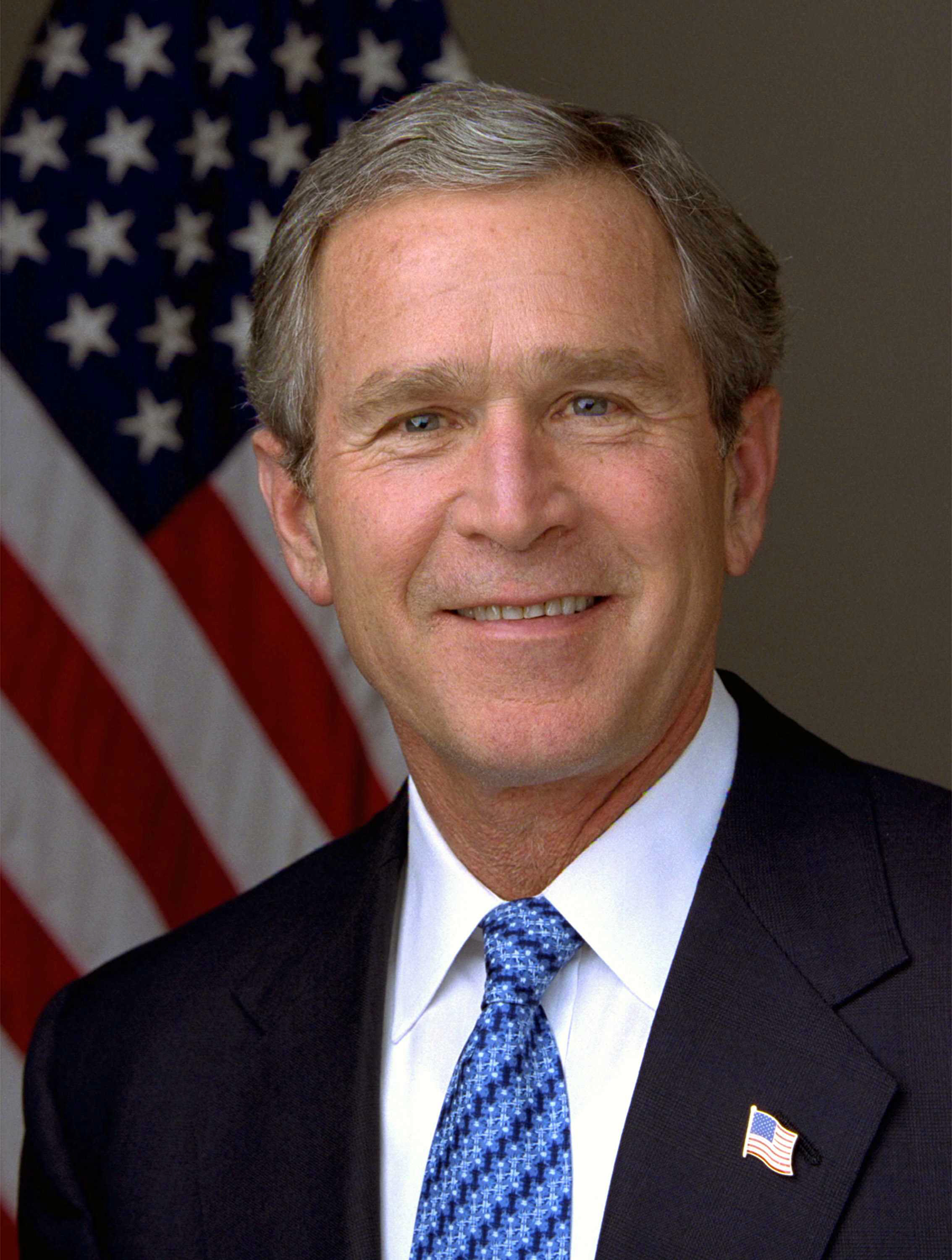
George W. Bush

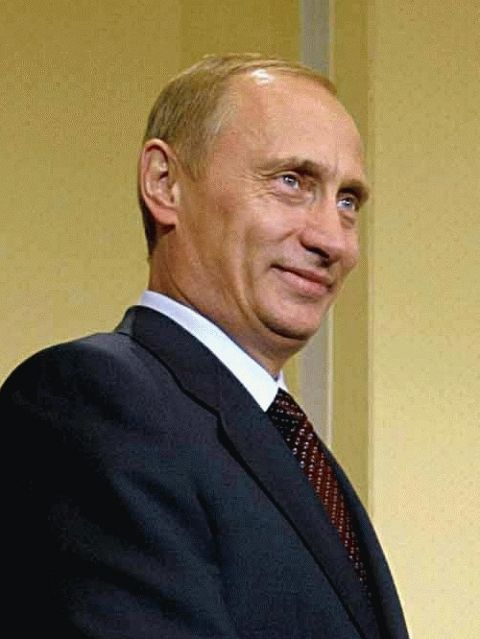
Vladimir Putin

Ett toppmöte mellan USA:s president George W. Bush och Rysslands president Vladimir Putin hölls i Slovakien den 23-25 februari 2005. Detta var första gången en sittande amerikansk president besökte Slovakien. Utöver presidenterna och deras hustrur deltog också USA:s utrikesminister Condoleezza Rice och hennes ryska kollega Sergej Lavrov. Själva toppmötet ägde rum i slottet i huvudstaden Bratislava. 